# Jiří Jaroch
Jiří Jaroch (23. září 1920 Smilkov – 30. prosince 1986 Praha) byl český hudební skladatel.

## Život
Po absolvování gymnázia v Kolíně studoval na Pražské konzervatoři a na Akademii múzických umění v Praze. Jeho učitelem skladby byl Jaroslav Řídký. Kromě skladby studoval hru na violu u významného českého violisty Ladislava Černého. Současně působil do roku 1947 jako violista v orchestru Divadla 5. května (dnes Státní opera Praha).
V roce 1947 se stal členem redakce hudebního vysílání Československého rozhlasu v Praze. Postupně pracoval jako programový pracovník, hudební režisér a dramaturg. V letech 1954–1955 byl také dirigentem Kmochovy hudby v Kolíně.

## Dílo

### Orchestrální skladby
- Scherzo pro symfonický orchestr (1947)
- Burleska pro orchestr (1951)
- Valašské vánoce. Suita pro komorní orchestr (1952)
- Jarní valčík pro orchestr (1952)
- Symfonický tanec (1953)
- Smuteční fantazie (1954)
- 1. symfonie (1954–56)
- 2. symfonie (zvláštní cena v soutěži k 15. výročí osvobození Československa, 1958–60)
- Stařec a moře. Symfonická báseň podle novely E. Hemingwaye (patrně nejznámější skladatelovo dílo, 1960)
- Letní slavnost. Tarantella pro orchestr (1964)
- Fantazie pro violu a orchestr (1966)
- 3. symfonie (původně houslový koncert, 1968–69)
- Ouvertura semplice (1968)
- Variační pochod pro velký orchestr (1974)
- Intermezzi notturni estivi pro komorní orchestr (1978)

### Komorní hudba
- Smyčcový kvartet (1949–50)
- Dětská suita pro noneto (1952)
- 2. nonet (1964)
- Metamorfózy pro dvanáct dechových nástrojů (1968)
- 2. smyčcový kvartet (1970)
- Tři věty pro housle, violoncello a klavír (1973)
- Sonáta-fantazie pro sólovou violu (1974)
- Intermezzi notturni estivi, pro 2 housle a klavír (1976)
- Vzpomínky 3-větá suita pro smyčce, věnováno Collegiu musicum Kolín (1974)

Kromě toho je i autorem skladeb populárního charakteru (Furiant, Jarní valčík, Letní slavnost aj.).